# Paranthura californiae
Paranthura californiae är en kräftdjursart som beskrevs av Nunomura 1979. Paranthura californiae ingår i släktet Paranthura och familjen Paranthuridae. Inga underarter finns listade i Catalogue of Life.